# Castello di Brusasco
Il castello di Brusasco fu costruito intorno all'anno Mille dal marchese del Friuli e re d'Italia Berengario.

## Storia
L'insicurezza del Borgo brusaschese, sottoposto a continue scorribande militari e a frequenti inondazioni del Po, poiché situato vicino alla confluenza della Dora Baltea al fiume, spinse la popolazione a rifugiarsi sulla collina circostante. È questa l'origine del "Luogo" (dal latino lucus, bosco sacro) cioè la collina di Brusasco sulla quale, nell'891, per ordine del marchese del Friuli Berengario, allora re d'Italia, fu costruito il primo nucleo del castello. Secondo gli studiosi, i primi signori di Brusasco furono i marchesi d'Ivrea che lo avrebbero poi donato al vescovo di Vercelli. Altre fonti suggeriscono invece che il castello sarebbe passato all'Abbazia di Novalesa nel 998. Comunque sia, prima del Mille esso giunse agli Aleramici, marchesi del Monferrato, e del Monferrato seguì da allora le complesse vicende storiche.
Durante la guerra di Federico I Barbarossa contro i comuni, il marchese Guglielmo IV del Monferrato si alleò con l'imperatore il quale nel 1164 gli confermò il feudo. Il marchese diede allora inizio alla costruzione d'un nuovo più ampio castello laddove sorgeva il precedente. Tale alleanza non impedì tuttavia che numerosi borghi del Monferrato venissero saccheggiati da truppe mercenarie dell'imperatore, e fra questi, vi fu lo stesso Brusasco. Questo, costituitosi in comune, fu infeudato nel 1186 al conte Ottobono Radicati di Cocconito.
Con il passaggio del marchesato dagli Aleramici ai Paleologi, Brusasco entrò in un'epoca più ricca e prospera della precedente. I nuovi marchesi ordinarono la costruzione della cinta muraria ed incentivarono l'economia brusaschese basata sull'agricoltura. Estintisi i Paleologi, nel 1536 il marchesato, e con esso Brusasco, passò ai Gonzaga. Questi alla fine del Cinquecento ordinarono alla popolazione di trasferirsi nel Luogo.
Nel 1704, durante l'assedio di Verrua Savoia, il Luogo viene gravemente danneggiato dalle truppe francesi di Luigi XIV. La situazione cambiò nel 1713, quando gli abitanti del Luogo scesero dalla collina e si stabilirono a valle. L'attuale edificio risale alla metà del Settecento e viene attribuito all'architetto Giovanni Maria Molino su commissione del conte Giovanni Ottavio Cotti, musicista, avvocato generale del Piemonte e primo presidente del Senato sabaudo.
Durante il Risorgimento, il castello brusaschese ospitò Giuseppe Garibaldi e il neonato Corpo dei cacciatori delle Alpi nel 1859. Da allora tutto il borgo costruito intorno al castello viene chiamato  Borgo Garibaldi.